# Feux de circulation diurne

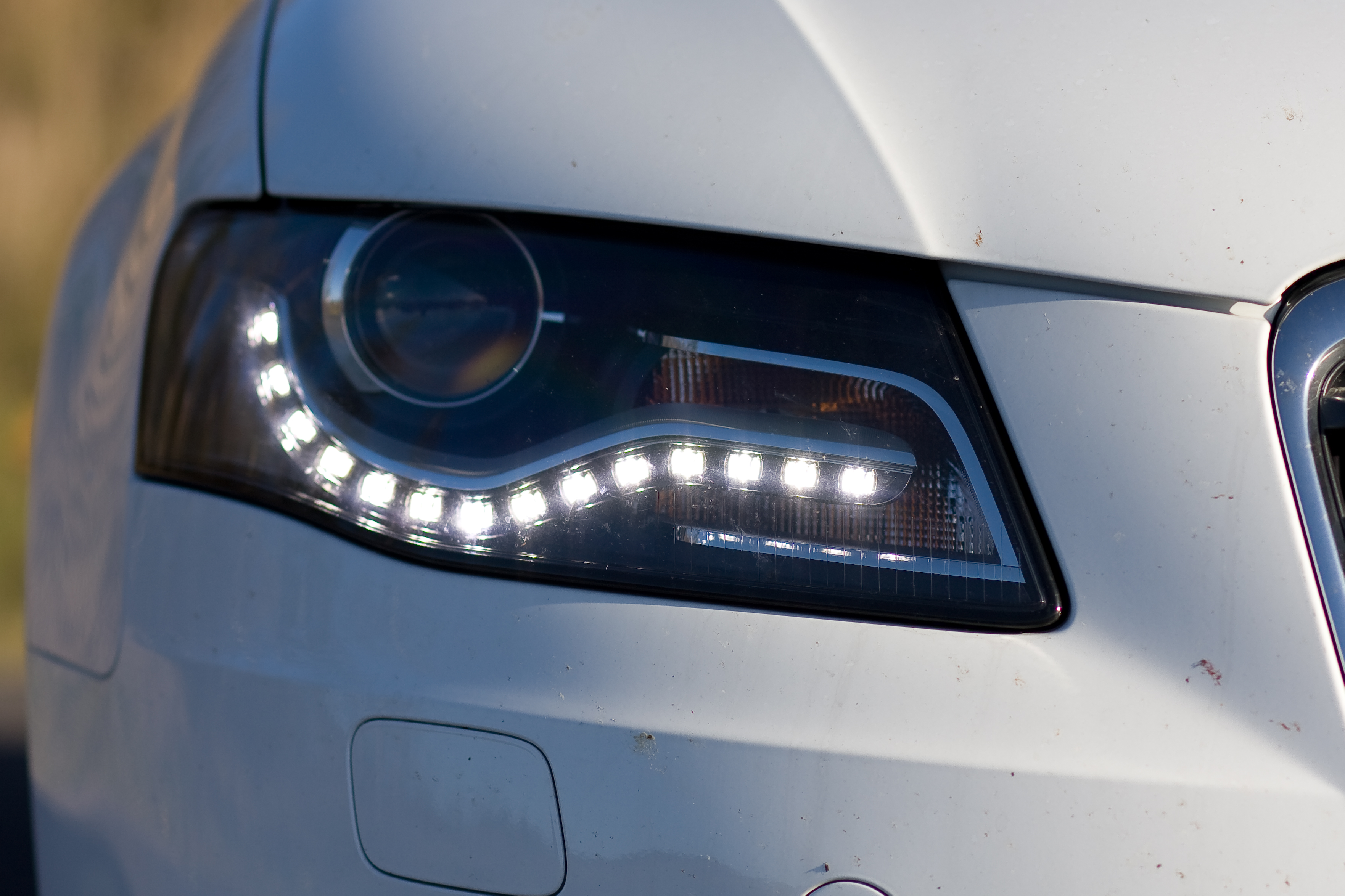
Feux de circulation diurnes électroluminescents sur une Audi A4

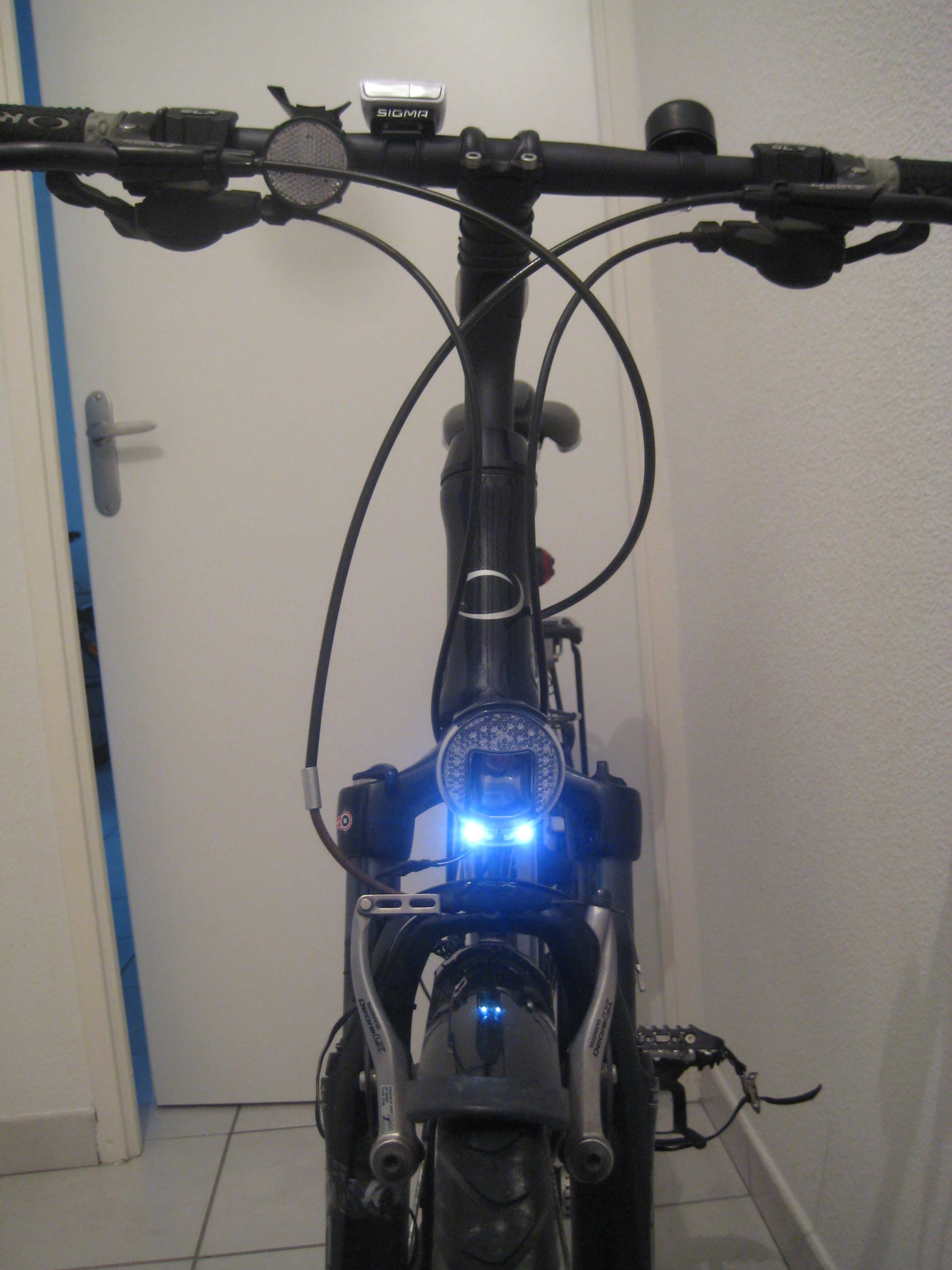
Feux diurnes électroluminescents pour vélo, Cyo RT de Busch&Müller.

Les feux de circulation diurnes, aussi appelés feux de jour, sont un dispositif de lumière  à l'avant d'un véhicule, destiné à être mieux vu par les autres usagers de la route. Ils se composent généralement de lampes électroluminescentes et émettent de la lumière blanche.

## Historique
Il y a eu de nombreuses années de débats pour évaluer le bénéfice sécuritaire, l'inconvénient d'une légère consommation de carburant supplémentaire, la perte de différentiation éventuelle d'autres utilisateurs routiers (piétons, motards, etc.).
La Commission européenne était en faveur de cette mesure. Elle a financé à deux reprises, en 1995 et en 2002, des groupements de laboratoires européens pour faire une synthèse des études existantes sur l’usage des feux de croisement le jour, la première fois d’une manière très générale et la deuxième fois sur le sujet plus spécifique des usagers vulnérables.

« Pour augmenter la sécurité routière en améliorant la visibilité des véhicules à moteur, il convient d’introduire dans la directive 76/756/CEE l’obligation d’équiper ces véhicules de feux de jour à allumage automatique. »

— Directive 2008/89/CE de la commission du 24 septembre 2008
Finalement, la Commission européenne considère que les conclusions de ces études sont très favorables. Elle oblige les constructeurs à installer un système d'éclairage diurne dédié sur tous les véhicules légers mis sur le marché après le 1er janvier 2011. Les camions, poids lourds et bus sont concernés par la même directive en août 2012.

## Danger
Lorsque les feux diurnes sont allumés de nuit, le conducteur peut s'imaginer que les feux arrière sont allumés, ce qui n'est pas le cas. Cet absence d'éclairage peut présenter un danger,,.
En France, après l'accident, l'état des lumières peut être obtenu par des investigations techniques spécialisées.
En Suisse, la circulation dans les tunnels et en cas de mauvaise visibilité en utilisant les feux diurnes à la place des feux de croisement donne droit à une contravention de 40 francs suisses.
Pour éviter ce problème, au Canada, sur les véhicules d'un modèle postérieur à 2021, les feux arrière doivent s'allumer automatiquement en même temps que les feux diurnes ou dans l’obscurité. Le conducteur est alerté par le maintien de l'extinction de l'éclairage du tableau de bord.

## Réglementation

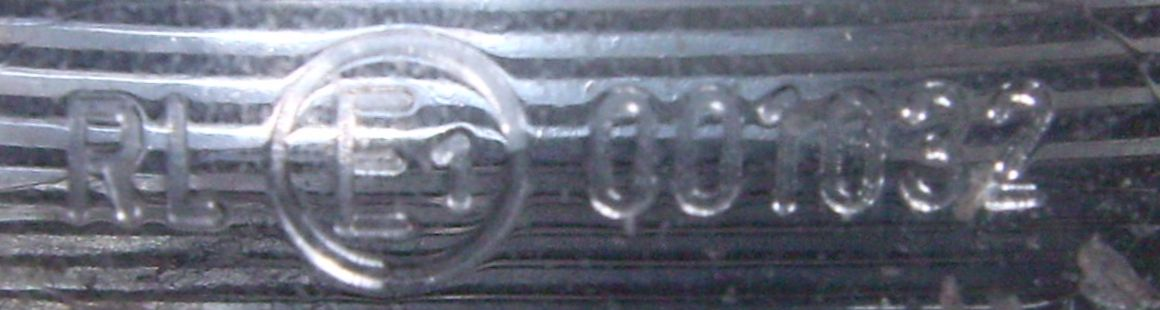
Le feu de circulation diurne portant la marque d’homologation ci-dessus a été homologué en tant que feu diurne (RL) en Allemagne (E1), sous le numéro 001032. Le numéro d’homologation indique que l’homologation a été accordée conformément aux dispositions du Règlement 87. Les deux premiers chiffres indiquent la série d’amendements correspondant aux plus récentes modifications techniques majeures apportées au Règlement à la date de délivrance de l’homologation; 00 pour le Règlement dans sa forme originale.

En Europe, ces feux doivent s'allumer automatiquement dès que le moteur est lancé, et doivent s'éteindre (manuellement ou automatiquement) lorsque l'on utilise les feux nocturnes, ou au moins être affaiblis s'ils servent aussi de feux de position.
Les deux principaux règlements internationaux relatifs à l'homologation des feux diurnes sont :
- le règlement 48, installation du dispositif d’éclairage et de signalisation lumineuse[11]
- le règlement 87, feux diurnes[10]

Les feux de circulation diurnes doivent être techniquement distincts des autres types d'éclairage et conformes au règlement 87. Ils ne peuvent se substituer aux feux de croisement qui, eux, sont conçus pour éclairer la chaussée. Ils sont destinés à être montés sur les véhicules L (deux roues), M (transport de personnes), N (transport de bien) et T (tracteurs). Ils sont marqués de lettres "RL".
Pour le règlement CEE-ONU 48, en vigueur notamment dans l'union européenne en 2017, les feux diurnes doivent être écartés de 60 centimètres minimum, être fixés en hauteur entre 25 centimètres minimum et 150 centimètres maximum, et avoir une puissance comprise entre 400  et   1 200 candelas, sans être éblouissants.
En Europe, les véhicules anciens ne sont pas obligés de s'équiper, mais peuvent être obligés à rouler en feux de croisement de jour, selon les pays.

« Les feux de circulation diurne doivent s’allumer automatiquement lorsque le dispositif qui
commande le démarrage et/ou l’arrêt du moteur (système de propulsion) se trouve dans une
position qui permette au moteur (système de propulsion) de fonctionner. Toutefois, les feux de
circulation diurne peuvent rester éteints dans les cas suivants :
1. La commande de transmission automatique est en position «stationnement» ; ou
2. Le frein de stationnement est serré ; ou
3. Après chaque actionnement manuel du système de propulsion à condition que le véhicule n’ait pas encore roulé.

Les feux de circulation diurne peuvent être éteints manuellement lorsque la vitesse du véhicule ne dépasse pas 10 km/h à condition, d’une part, qu’ils s’allument automatiquement lorsque la vitesse du véhicule dépasse 10 km/h ou lorsque le véhicule a parcouru plus de 100 m et, d’autre part, qu’ils restent allumés jusqu’à ce qu’ils soient délibérément éteints de nouveau.
Les feux de circulation diurne doivent s’éteindre automatiquement lorsque le dispositif qui commande le démarrage et/ou l’arrêt du moteur (système de propulsion) est placé dans une position dans laquelle le moteur (système de propulsion) ne peut fonctionner ou lorsque les feux de brouillard avant ou les projecteurs s’allument, sauf si ces derniers sont utilisés pour donner des avertissements lumineux intermittents à intervalles rapprochés ( 19 ). »

— Règlement n° 48 de la Commission économique pour l’Europe des Nations unies (CEE-ONU) — Prescriptions uniformes relatives à l'homologation des véhicules en ce qui concerne l'installation des dispositifs d'éclairage et de signalisation lumineuse, Complément 6 à la série 04 d'amendements — Date d’entrée en vigueur: 30 janvier 2011, Série 05 d'amendements — Date d’entrée en vigueur: 30 janvier 2011

## Impact environnemental
Avant l'entrée en vigueur, il y avait eu discussions entre le bénéfice de sécurité, et la consommation de carburant supplémentaire induite par l'allumage de feux de jours, qui pouvait atteindre 2 % avec des feux de croisement. 
L’usage de lampes électroluminescentes a permis de réduire cette surconsommation à environ 0,2 % tout en assurant une grande longévité et des possibilités de «design» variées, qui doivent néanmoins respecter la réglementation (hauteur, écarts, puissance, etc.) telle que défini dans l'article R313-4-1 du Code de la route en France.

## Autres véhicules
La réglementation de l'éclairage de vélo varie selon les pays; elle est plus sérieuse en Allemagne et plus laxiste en France. Elle nécessite obligatoirement un feu blanc à l'avant et un feu rouge à l'arrière.
Toutefois des feux diurnes existeraient également pour l'éclairage de vélo.
Si des feux allumés le jour ne sont pas obligatoires, ils peuvent être conseillés à ces utilisateurs vulnérables.
La législation française prévoit : 

« Les cycles ainsi que leur remorque doivent circuler avec le feu de position et le feu rouge arrière allumés. »

— Article R416-10 (Section 2 : Éclairage et signalisation de nuit, ou de jour par visibilité insuffisante. (Articles R416-4 à R416-16))
Depuis 2019, en France, dans certains cas, tout conducteur d'engin de déplacement personnel motorisé doit :
- Porter, soit un gilet de haute visibilité conforme à la réglementation, soit un équipement rétro-réfléchissant dont les caractéristiques sont fixées par arrêté du ministre chargé de la sécurité routière ;
- Porter sur lui un dispositif d'éclairage complémentaire non éblouissant et non clignotant dont les caractéristiques sont fixées par arrêté du ministre chargé de la sécurité routière ;
- Circuler, de jour comme de nuit, avec les feux de position de son engin allumés[16],[17].

## Interdiction
« Les parties contractantes n’appliquant pas le règlement no 87 peuvent interdire la présence de feux de circulation diurne (voir aussi paragraphe 5.22 du présent règlement) en application de règlements nationaux »

— Règlement 48 de la CEE-ONU — homologation des véhicules en ce qui concerne l’installation du dispositif d’éclairage et de signalisation lumineuse